# Знаменский театр
Знаменский театр — театр, существовавший в Москве XVIII века на Знаменке, на территории усадьбы Воронцовых.
Театр был устроен в деревянной пристройке к дому графа Р. И. Воронцова. С 1769 г. в нём давали представления труппы антрепренёров Бельмонти и Чинти, ставили комедии и проводили публичные маскарады.
В Знаменском театре по договору от 25 января 1777 года ставил представления антрепренёр, преподаватель танцев и пантомимы, а также танцовщик Карл Парлу (Carl Ponce Parlu) из французского города Ним (Nîmes) и его дочь.

Сохранилось описание условий договора:
По содержанию заключеннаго помянутыми содержателями театра князем Урусовым и агличанином Медоксом с оным Парлу контракта учинить следующее: 1 — за принадлежащие ему, Парлу, за учение театральному танцованию учеников в помянутом театре в каждой год по одному, а в три года — за три бенефиса или спектакеля, кои дать ему по тому контракту в прошлых 1777-м, 1778-м и 1779-м годех надлежало в каждом году в генваре месяце, но оных по ныне не дано, хотя ж он, Парлу, в 779 году челобитьем своим просил, дабы ему предоставить на ево волю выбрать пиессу, оперу или балет, кои он, Парлу, пожелает; но сего числа он, Парлу, объявлением своим просил, чтобы для скорейшаго окончания ево дела приказать за все следующая ему по контракту три бенефиса заплатить деньгами. А в контракте сказано: ему, Парлу, дать в каждой год, покамест ево обязательство продлится, один бенефис в генваре месяце. Для того, собранным ими, князем Урусовым и агличанином Медоксом, за вход зрителей в помянутой театр в тех 777, 778 и 779 годех в генваре месяце дни деньгам, исчисляя из того и за откупныя ложи и портеры, учинить счот и, сколько по тому счоту в оныя генварские дни тех денег в сборе окажется, то из оной суммы, во первых, выключить поденные издержки, а затем из оставших, учиня росчет и по колику числу на один день будет выходить, то число им, князю Урусову и агличанину Медоксу, ему, Парлу, и заплатить. А хотя они, князь Урусов и Медокс, и показывают, что те ученики ни чево не разумеют, да и он, Парлу, не приходил в назначенные ему часы для обучения их, однако ж о том от них на нево, Парлу, объявления и жалобы, прежде челобитья ево, приносимо не было, в чем им, князю Урусову и Медоксу, отказать. Равно ж и оправдания их, что за откупныя ложи и портеры, по представлявмым от них резонам, платить ему, Парлу, якобы не следует — принять не можно, ибо того в контракте не сказано, хотя оное больше при договоре и оставалось к предосторожности на стороне их, князя Урусова и Медокса, нежели Парлу. А притом, 2 — и дочере ево, Парлу, с апреля месяца 1777 года, по окончании контракта, прибавочные по сту рублев на год, сколько оных по разчислению выдет, им, князю Урусову и Медоксу, заплатить же, потому что она, как они и сами пишут, на театре в танцовании уже упражнялась и приказано ей, чтобы и всегда танцовала. А в контракте сказано: Парлу прибавить сто рублев в год, как скоро дочь ево станет танцевать на театре, или как она станет играть в пантомиме. Что ж они показывают, якобы Парлу сам ей танцовать не позволил и сказывал будто, что ей никогда не допустит танцовать таких балетов, которые не им сочинены, но сего в оправдание от них принять по тому ж не следует, ибо и о сем равно от них, прежде прозьбы ево, Парлу, объявления и жалобы не было ж. 3 — и так сей, определяемой Парлу, платеж следовало бы платить им, князю Урусову и Медоксу, обоим; но как, по особливо учиненному сего 780 года марта 31 дня между ими о уступке князем Урусовым в том театре своей половины Медоксу, по договору положены сии обязательствы на ответ Медокса, то по сему помянутому Парлу платеж и учинить оному Медоксу, с которого, и принадлежащий с того контракта пошлины взыскав, записать в приход. 4 — в прочем, что принадлежит до других, требуемых Парлу платежей, как то: за сочинение балета и учение тринадцати мальчиков и танцовщицы, так и за открытие секрета, каким образом резать на марморе (мраморе. — Л. С.), отчего Медокс отрицается, а в контракте ни о чем о том не изображено, в том ему, Парлу, отказать.
После Французской революции Екатерина II издала 14 февраля 1793 года указ Ее Императорского Величества Самодержицы Всероссийской из Правительствующего Сената "О расторжении отношений с Францией, изгнании из пределов Российской Империи французских подданных, признавших правительство, пришедшее к власти в 1789 году и о защите интересов французских подданных, присягнувших на верность законной королевской власти", на основании которого Карл Понс-Парлу (Carl Ponce Parlu) и его семья (жена - Марья Николаевна, дочери - Генриетта, Луиза, сыновья - Людвиг и Роман) оставлены в Российской империи. От фамилии Парлу сохранилась деревня Парлово Лебедянского района Липецкой области
, которая является выселком во времена реформ 1861 года из села Донские Избищи, часть которого отошла еще одному сыну Карла Парлу - Николаю Карловичу Парлу после смерти его жены Юлии Семеновны Недоброво.
Сохранилось описание театра:

«…весь деревянной: и в нем все строение лавки, ложи и протчее всио деревянное же, а печи кирпишныя…три деревянные стены, прирубленные к каменной…непрочное строение онаго, без всякого порядка и украшения внутри, без всякой удобности и важности, приличной публичному зданию снаружи…»
С 1773 г. театром руководил князь П. В. Урусов, а в 1776 г. он взял себе в компаньоны М. Медокса. В театре проводили маскарады, концерты, театральные представления.
Так как театр не мог похвастаться размахом и роскошью, для него решили построить большое каменное здание на Петровской улице рядом с Кузнецким мостом (см. Петровский театр). Однако Знаменское здание сгорело в феврале 1780 г. ещё до открытия нового театра:

«…в Здешнем Знаменском оперном доме от неосторожности нижних служителей, живших в оном, пред окончанием театрального представления сделался пожар, который скорым своим распространением на всех бывших тогда в спектакле и маскараде хотя навел было немалый страх, однако ж…удержан он был и не допущен распространиться далее, так что не только близкие к театру соседние дома, но и самые флигели онаго остались целы».
Здание, пострадавшее в пожаре, уже не восстанавливали.